# Siervogel

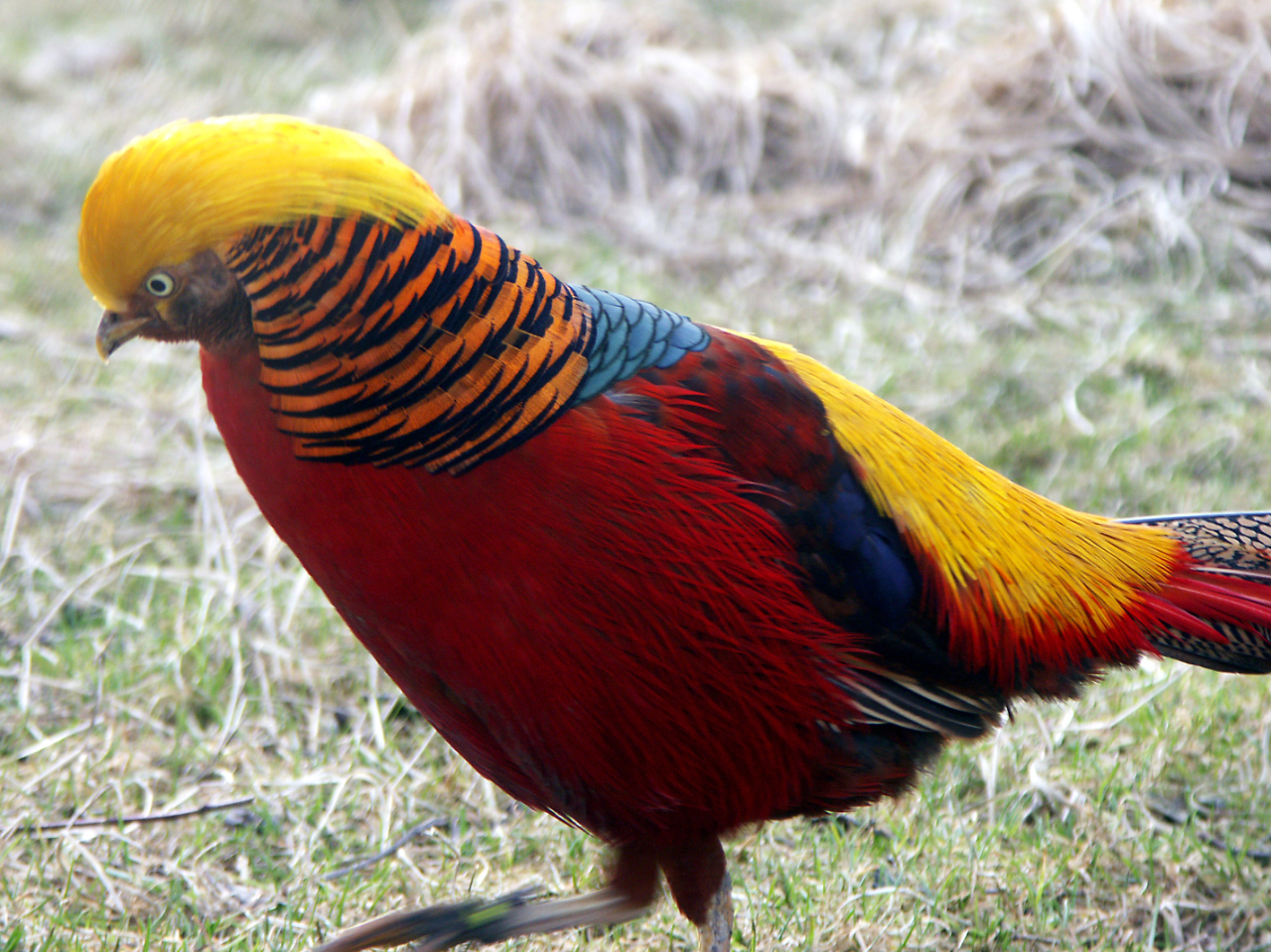
Goudfazant

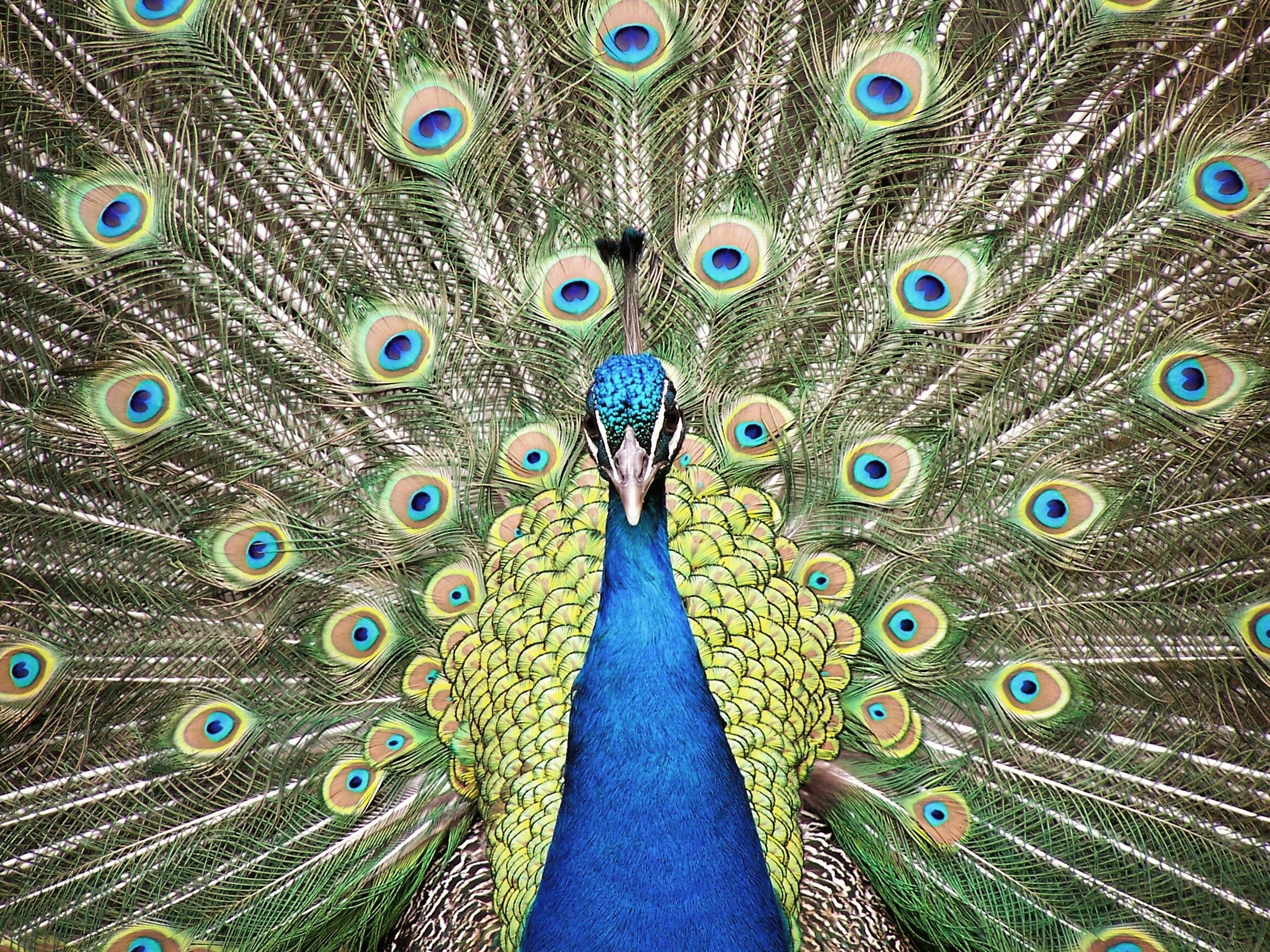
Blauwe pauw

Siervogels zijn vogels, die door mensen gehouden worden en gekweekt vanwege hun mooie veren, vormen en vaak aantrekkelijke gedrag. Wilde hoenderachtigen (Galliformes) worden gerekend tot de siervogels als tegenhanger van kippen, welke zijn gedomesticeerd.
Tot de siervogels behoren:
- frankolijnen
- hokko's
- parelhoenders
- kalkoenen
- ruigpoothoenders
- grootpoothoenders
- tandkwartels, patrijzen, kwartels, pauwen en fazanten

In Nederland zijn er enkele verenigingen die de belangen van siervogelhouders behartigen, zoals Aviornis en KLN.